# Cantone di Aytré
Il Cantone di Aytré è una divisione amministrativa dell'arrondissement di La Rochelle.
A seguito della riforma approvata con decreto del 27 febbraio 2014, che ha avuto attuazione dopo le elezioni dipartimentali del 2015, è passato da 3 a 4 comuni.

## Composizione
I 3 comuni facenti parte prima della riforma del 2014 erano:
- Angoulins
- Aytré
- Châtelaillon-Plage

Dal 2015 i comuni appartenenti al cantone sono i seguenti 4:
- Aytré
- Dompierre-sur-Mer
- Périgny
- Puilboreau